# Juan Serrano Muñoz
Juan Serrano Muñoz (Córdoba, 18 de febrero de 1929 - Ibidem., 4 de octubre de 2020) fue un arquitecto y pintor español, miembro del grupo Equipo 57.

## Formación académica y biografía personal
Estudió dibujo y pintura en la Escuela de Artes y Oficios de Córdoba. En 1953 se licenció en Veterinaria por la Universidad de Córdoba. En 1969 obtuvo el título de Arquitecto por la Universidad Complutense de Madrid. 
Se casó con Anna Freixas y fue padre de cinco hijos. Falleció en Córdoba el 4 de octubre de 2020.

## Primeros pasos
Junto a José Duarte, Luis Aguilera Bernier y Francisco Aguilera Amate formó el grupo, Espacio, para la realización de trabajos de decoración. Este grupo fue contactado por Rafael de la Hoz, quien les encargó algunos trabajos y les puso en contacto con Jorge Oteiza, cuando este visitaba Córdoba en 1955. Al año siguiente, Serrano viajó a París con José Duarte. Allí visitaron a Picasso y conocieron a Agustín Ibarrola. Empezaron entonces a merodear por el café Rond Point de París, donde tuvo lugar el nacimiento, en mayo de 1957, del grupo de arte, Equipo 57; el cual estuvo activo hasta 1962.

## Equipo 57
Equipo 57 se constituyó en París en mayo de 1957 y estuvo integrado por jóvenes artistas y arquitectos preocupados por formas conceptuales. Los fundadores fueron los escultores Jorge Oteiza y Luis Aguilera, los pintores Juan Serrano, José Duarte, Ángel Duarte y Agustín Ibarrola. Influidos por el arte informal, cultivaron un estilo abstracto geométrico y usaron un cromatismo muy intenso. Durante los primeros años, el Equipo celebró exposiciones en París, Copenhague, Zúrich, Bilbao y Madrid, entre otras ciudades. El grupo se disolvió en 1962, con la detención de Agustín Ibarrola y la marcha de Duarte a Suiza. En ese momento Juan Serrano decidió dedicarse a la arquitectura. En 1994 el Museo Nacional Centro de Arte Reina Sofía dedicó a Equipo 57 una amplia exposición retrospectiva comisariada por Marta González Orbegozo. La exposición se organizó cronológicamente en cinco partes atendiendo a la biografía expositiva del grupo: 1. Café Le Rond Point (París), Galería Denise René (París), Sala Negra (Madrid); 2. Exposición Museo Thorvaldsen (Copenhague); 3. Club Urbis (Madrid); 4. Sala Darro (Madrid); y 5. Galería Céspedes (Córdoba), Galería Susanne Bollag (Zúrich). A ellas se añade una sexta parte dedicada a la vertiente diseñadora de los miembros de Equipo 57, en la que se muestran sus más importantes ejemplos de mobiliario urbano y doméstico (sillas, bancos y banquetas, lámparas y mesas), como el Banco (Edición Darro) de 1960 o la Lámpara de elementos combinables (1962).

## Arquitectura
Acabada la carrera en 1967, Serrano accedió a una plaza de arquitecto municipal en Córdoba, a la que dedicará gran parte de su nuevo trabajo. Desde 2014 presidió la Asociación de Amigos de Madinat al-Zahra (AMAZ).

### Trabajos destacados en Córdoba
- Rehabilitación del edificio para sede del Colegio de Arquitectos de Córdoba.
- Peatonalización del bulevar Gran Capitán de Córdoba.
- Fuente de los Cubos en el bulevar Gran Capitán de Córdoba.

## Exposiciones
- En 2010 presenta la exposición Juan Serrano. Pintura / Escultura /Diseño en el Casino de la Exposición de Sevilla y en la Casa Góngora de Córdoba.
- En 2012 presentó, junto al pintor Miguel Gómez Losada la muestra Ensamble, en la Facultad de Filosofía y Letras de la Universidad de Córdoba.[8]
- El 1 de octubre de 2020 se inaugura la exposición Alhambra en el Centro de Creación Contemporánea de Andalucía (C3A) en Córdoba.[9]